# 阿里納 (紐約州)
阿里納（英語：Arena）是位於美國紐約州特拉華縣的非建制地區。

## 歷史
阿里納的郵局於1883年設立，其後於1954年停運。

## 地理
阿里納所處的海拔為高於海平面391米（即1283英呎），而該地所採用的時區為UTC-5，即北美东部时区（EST）。同時該地設有夏令時間，為UTC-5調快一小時，即UTC-4（EDT）。